# Cabo Maleia
O cabo Maleia (em grego: Ακρωτήριον Μαλέας; romaniz.: Akrōtḗrion Maléas) é uma península e cabo situado na extremidade sudeste do Peloponeso, Grécia, no município de Monemvasia e na unidade regional da Lacónia. Em grego é também chamado coloquialmente Καβομαλιάς (Kabomaliás) e no passado foi conhecido como cabo de Santo Ângelo (Capo Sant'Angelo em italiano).
Para distinguir o cabo da península, esta é por vezes designada península de Epidauro Limira, o nome da cidade antiga mais importante nela situado.[carece de fontes?] Em italiano, a península é conhecida como península do Parnone.
O cabo separa o golfo da Lacónia, a oeste, do mar Egeu, a leste. É o ponto mais meridional da Grécia continental, a seguir ao cabo Matapão e em tempos teve um dos maiores faróis do Mediterrâneo.[carece de fontes?] As águas em redor do cabo são famosas por serem traiçoeiras e difíceis de navegar, com ventos fortes, mudanças bruscas de clima e  tempestades muito fortes ocasionalmente.[carece de fontes?]

## Geografia
Toda a península faz parte do município Monemvasia, o qual se estende também para a costa a leste. A unidade municipal de Voies situa-se na extremidade sul da península. A maior localidade da península é Neápolis. A oeste da península encontra-se a ilha de Elafóniso, conhecida pelas suas praias de areia ligeiramente colorida. Um pouco mais longe, a sudoeste, situa-se a ilha de Citera.
O promontório onde se encontra o cabo forma um planalto de rocha calcária a cerca de 400 metros de altitude, rodeado de precipícios que descem a pique para o mar. É conhecido como "Pequeno Monte Santo" (Mikrò Agio Oros), devido a ser de difícil acesso e de nele se situarem dois mosteiros, um dedicado a Santa Irene (Ágia Eirini) e outro a São Jorge (Ágios Giorgos).

## História
Na Antiguidade fazia parte de uma rota de navegação muito concorrida, uma das principais para ir do nordeste do Mediterrâneo para ocidente.[carece de fontes?] Já então o cabo era conhecido pelo mau tempo, facto que é contado na Odisseia. Homero relata que Odisseu foi arrastado pelos ventos para a terra dos lotófagos, no Norte de África, quando navegava ao largo do cabo Maleia para regressar a casa em Ítaca após a Guerra de Troia, o que resultou em ter andado perdido durante dez anos.
A importância do cabo para a navegação diminuiu com a abertura do canal de Corinto em 1893, que permitiu que os navios não precisassem de circum-navegar o Peloponeso. No entanto, o tráfico de navios ao largo do cabo Maleia ainda é considerável devido ao canal apenas poder ser usado por navios com menos de 21 metros de largura. Durante a Segunda Guerra Mundial, os alemães começaram a construir uma torre militar para defesa e vigilância marítima, mas a construção parou com o fim da ocupação em 1944.[carece de fontes?]